# Hildegund Fischle-Carl
Hildegund Fischle-Carl (* 4. November 1920 in Stuttgart; † 15. Februar 2013 in Esslingen) war eine deutsche Psychoanalytikerin und Publizistin.
Fischle-Carl studierte in Wien und Tübingen Klinische Psychologie, Philosophie und Pädagogik.
1979 gewann sie für Sich selbst begreifen den Evangelischen Buchpreis.

## Veröffentlichungen (Auswahl)
- 1959: Erziehen mit Herz und Verstand. Erfahrungen und Ratschläge aus der Praxis
- 1966: Spuren die bleiben. Reisebilder
- 1968: "Und so sage ich's meinen Kindern"... Eine kleine Aufklärungsschrift
- 1969: Der Aufstand der Jugend. Sprung in eine neue Bewusstseinsstufe (Serie Psychologisch gesehen Nr. 11)
- 1970: Kinder werden Mann und Frau. Vom Hineinwachsen in die Sexualität als Lebensmacht (Serie Psychologisch gesehen Nr. 6)
- 1972: Freiheit ohne Chaos. Erziehungshilfen 2. Teil (Serie Psychologisch gesehen Nr. 16)
- 1972: Sexualverhalten und Bewusstseinsreife. Gedanken zur Sexwelle (Serie Psychologisch gesehen Nr. 17)
- 1973: Alltag mit unseren Kindern. Erziehungshilfen
- 1973: Wege zum Du. Voraussetzungen des Partnerseins (Serie Psychologisch gesehen Nr. 19)
- 1977: Fühlen was leben ist. Die Bedeutung der Gefühlsfunktion
- 1978: Sich selbst begreifen
- 1980: Lust als Steigerung des Daseins. Überwindung der Frustration
- 1982: Das Ich in seiner Umwelt. Zwischen Anpassen und Verweigern
- 1984: Vom Glück der Zärtlichkeit. Alle Liebe sucht Nähe
- 1987: Kleine Partner in der grossen Welt. Alltag mit unseren Kindern
- 1988: Vom Reichtum des Herzens. Wieder fühlen lernen (Neuausgabe von Fühlen was leben ist)
- 1989: Schuldgefühle. Unterscheiden und aufarbeiten lernen
- 1989: Was bin ich wert? Selbstvertrauen ist lebenswichtig
- 1991: Ich und das Kind, das ich war. Lebensfreude durch Befreiung
- 1994: Selbstbewusst und lebensfroh. Psychologie für einen leichteren Alltag (mit Marina Fischle-Lokstein)